# Jabal al-Druze
Jabal al-Druze (Arabisch: جبل الدروز, Jabal ad-Durūz), ook wel bekend als Jabal al-Arab (de Berg van de Arabieren), is een vulkanisch bergmassief in het zuiden van Syrië, gelegen in het gouvernement As-Suwayda. Het gebied vormt het belangrijkste leefgebied van de Syrische Druzen en heeft een rijke geschiedenis als cultureel, religieus en politiek centrum.

## Geografie
Jabal al-Druze maakt deel uit van het Hauran-vulkaanveld en bestaat grotendeels uit basaltisch gesteente. De hoogste top is de Tell Qeni, met een hoogte van 1.803 meter. Het landschap wordt gekenmerkt door uitgedoofde vulkanen, lavavelden en vruchtbare hoogvlaktes, die traditioneel worden gebruikt voor landbouw en veeteelt.

## Bevolking
De regio wordt overwegend bewoond door Druzen, een religieuze en etnische minderheid die voortkomt uit de ismaëlitische stroming binnen de islam. In Jabal al-Druze vormen zij circa 90% van de bevolking, naast kleinere gemeenschappen van christenen en soennitische moslims. De Druzen hebben een sterk gemeenschapsgevoel en hun eigen religieuze gebruiken, rituelen en leiderschap.

## Geschiedenis
Het gebied heeft een lange en invloedrijke geschiedenis. Tijdens het Ottomaanse Rijk genoten de Druzen in Jabal al-Druze een zekere mate van autonomie. Na de Eerste Wereldoorlog kwam het gebied onder Frans mandaat, waarbij tussen 1921 en 1936 de Staat Jabal al-Druze werd ingesteld, met As-Suwayda als hoofdstad. Deze autonome staat had een eigen bestuur en vlag.
Jabal al-Druze speelde een centrale rol in de Grote Syrische Opstand van 1925–1927, geleid door de Druzenleider Sultan al-Atrash, die streed tegen het Franse koloniale gezag. Deze opstand wordt in Syrië nog altijd gezien als een belangrijk symbool van verzet en nationale eenheid.

## Verbintenis tussen de Druzen en de berg
De relatie tussen de Druzen en Jabal al-Druze is zowel cultureel, religieus als historisch diep verankerd. Voor de Druzen geldt de berg niet alleen als geografisch thuis, maar ook als een symbool van hun identiteit en onafhankelijkheid.
Culturele verbondenheid
Jabal al-Druze wordt gezien als het hartland van de Druzen in Syrië. Door de geïsoleerde ligging konden de Druzen door de eeuwen heen hun religieuze tradities, gemeenschapsstructuren en sociale organisatie relatief zelfstandig behouden. De berg bood bescherming tegen invallen van buitenaf en fungeerde als natuurlijke vesting. Dit droeg eraan bij dat de Druzen zich als gemeenschap hecht konden organiseren, met eigen leiderschap en rechtspraak.
Religieuze betekenis
In de Druzenreligie wordt de berg beschouwd als een plek van spirituele veiligheid en zuiverheid. Het landschap is bezaaid met heiligdommen, gebedsplaatsen en tombes van belangrijke religieuze figuren. Deze plekken spelen een grote rol in het religieuze en rituele leven van de gemeenschap. Pelgrimages, religieuze ceremonies en herdenkingen vinden er regelmatig plaats, waardoor de berg wordt ervaren als een heilige ruimte.
Politieke rol
Ook op politiek vlak is Jabal al-Druze van groot belang. In tijden van conflict bood de berg een toevluchtsoord waar de Druzen zich konden verdedigen en hun autonomie konden bewaren, zoals tijdens de Grote Syrische Opstand van 1925–1927. Hierdoor is de berg uitgegroeid tot een symbool van verzet en vrijheid binnen de Druzenidentiteit.

## Huidige situatie
In de recente Syrische burgeroorlog heeft Jabal al-Druze zich grotendeels buiten het directe strijdtoneel weten te houden. De lokale bevolking handhaaft vaak een neutrale of defensieve positie, hoewel er ook Druzen-milities actief zijn die hun gemeenschappen beschermen. Door de strategische ligging en de relatieve stabiliteit is de regio van groot belang gebleven binnen Syrië.

## Cultuur en religie
Jabal al-Druze wordt beschouwd als een religieus centrum voor de Druzen. Er bevinden zich talrijke heiligdommen en religieuze scholen, waar traditionele leer en gemeenschapsstructuren worden behouden. Feesten en religieuze ceremonies spelen een belangrijke rol in het sociale leven van de regio.